# Muhamed Čokić
Hadži Muhamed Hakki-efendija Čokić (1844 Brčko, Osmanská říše – 24. listopadu 1907 Tuzla, Bosna a Hercegovina) byl bosenskohercegovský islámský duchovní a pedagog bosňáckého původu.

## Životopis
Podle rodinné tradice Čokićové se do bosenské obce Kovači v okrese Zavidovići přistěhovali z okolí Temešváru. Ten roku 1716 ve prospěch habsburské monarchie dobyl na Osmanech vojevůdce Evžen Savojský. Nejstarší potomek rodu byl Hasan-efendija Islamović zvaný Čoka (snad z maďarského csóka neboli kavka) byl mudarrisem, okresním náčelníkem, v Temešváru a později odešel do Bosny. Hasanův syn Mula Mehmed a jeho syn Ahmed Ferhat byli správci, mutevelijové, islámské nadace spravující medresu v Horní Tuzle. Ferhatův syn Mula Mehmed byl imámem v Brčku.
Mula Mehmedovi se narodil syn Muhamed, který šel v otcových šlépějích a vzdělával se v islámských vědách. V rodném městě byl mudarrisem, učitelem v medrese nazvané Čačak. Později byl jmenován dolnotuzlanským muftím (1888–1907) a mudarrisem v Behram-begově medrese v Dolní Tuzle.
Roku 1891 vedl výpravu bosenskohercegovských muslimů na pouť do Mekky. Po návratu do vlasti mu byl udělen Řád železné koruny III. třídy (odznak na prsou).
Duchovní přivedl na svět čtyři syny, Mustafu Sidkiho (1875–1927), Ahmeda Lutfiho (zemř. 1933), Abdurahmana Adila (zemř. 1954) a Ibrahima Hakkiho (1871–1948).
Muhamed Čokić zemřel po dvou letech těžké nemoci 24. listopadu 1907. Pohřben byl hned nazítří na hřbitově u Jalské (Mehmed-agovy) mešity v Tuzle.